# Lobocleta triangularis
Lobocleta triangularis là một loài bướm đêm trong họ Geometridae.